# Championnat de Russie de football de troisième division 1992
Navigation
Édition suivante
La saison 1992 de la Vtoraïa Liga est la première édition de la troisième division russe.
Cent-quinze clubs du pays sont divisés en six zones contenant entre treize et vingt-deux équipes chacune, où ils s'affrontent deux fois, à domicile et à l'extérieur. En fin de saison, un nombre variable d'équipes dans chaque zone est relégué en quatrième division, tandis que les deux premiers de chaque zone sont directement promus en deuxième division.

## Compétition

### Règlement
Le classement est établi sur le barème de points suivant : deux points pour une victoire, un pour un match nul et aucun pour une défaite. Pour départager les équipes à égalité de points, les critères suivants sont utilisés :
1. Nombre de matchs gagnés
2. Confrontations directes (points, matchs gagnés, différence de buts, buts marqués, buts marqués à l'extérieur)
3. Différence de buts générale
4. Buts marqués (général)
5. Buts marqués à l'extérieur (général)

### Zone 1

#### Participants
| Club                      | Classement 1991 (ère soviétique) |
| ------------------------- | -------------------------------- |
| Khimik Beloretchensk      | 6 (D4, zone 4)                   |
| Dinamo Izobilny           | 7 (D4, zone 4)                   |
| Kouban Baranikovski       | 7 (D4, zone 5)                   |
| Machouk Piatigorsk        | 12 (D4, zone 4)                  |
| Droujba Boudionnovsk      | 14 (D4, zone 4)                  |
| Lokomotiv Mineralnye Vody | 15 (D4, zone 4)                  |
| Torpedo Armavir           | 16 (D4, zone 4)                  |
| Vaïnakh Chali             | 17 (D4, zone 4)                  |
| Kavkazkabel Prokhladny    | 18 (D4, zone 4)                  |
| Kaspi Kaspiisk            | 21 (D4, zone 4)                  |
| Niva Slaviansk            | 22 (D4, zone 5)                  |
| Altaïr-Khelling Derbent   | Amateur                          |
| Anji Makhatchkala         | Amateur                          |
| Astrateks Astrakhan       | Fondation                        |
| Bechtaou Lermontov        | Fondation                        |
| Erzou Grozny              | Fondation                        |
| Kolos Krasnodar           | Fondation                        |
| Urartu Grozny             | Fondation                        |
| Torpedo Adler             | Fondation                        |
| Venets Goulkevitchi       | Fondation                        |

#### Classement
| Rang | Équipe                    | Pts | J  | G  | N  | P  | Bp | Bc  | Diff |
| ---- | ------------------------- | --- | -- | -- | -- | -- | -- | --- | ---- |
| 1    | Erzou Grozny              | 62  | 38 | 28 | 6  | 4  | 93 | 17  | +76  |
| 2    | Kolos Krasnodar           | 60  | 38 | 28 | 4  | 6  | 83 | 25  | +58  |
| 3    | Khimik Beloretchensk      | 53  | 38 | 24 | 5  | 9  | 70 | 45  | +25  |
| 4    | Kavkazkabel Prokhladny    | 52  | 38 | 21 | 10 | 7  | 73 | 37  | +36  |
| 5    | Anji Makhatchkala         | 48  | 38 | 23 | 2  | 13 | 77 | 46  | +31  |
| 6    | Kouban Baranikovski       | 45  | 38 | 21 | 3  | 14 | 71 | 40  | +31  |
| 7    | Kaspi Kaspiisk            | 41  | 38 | 16 | 9  | 13 | 45 | 41  | +4   |
| 8    | Machouk Piatigorsk        | 40  | 38 | 16 | 8  | 14 | 53 | 43  | +10  |
| 9    | Torpedo Armavir           | 39  | 38 | 17 | 5  | 16 | 52 | 67  | -15  |
| 10   | Bechtaou Lermontov        | 36  | 38 | 14 | 8  | 16 | 57 | 56  | +1   |
| 11   | Dinamo Izobilny           | 36  | 38 | 13 | 10 | 15 | 39 | 39  | 0    |
| 12   | Droujba Boudionnovsk      | 35  | 38 | 14 | 7  | 17 | 54 | 54  | 0    |
| 13   | Astrateks Astrakhan       | 34  | 38 | 15 | 4  | 19 | 51 | 62  | -11  |
| 14   | Niva Slaviansk            | 31  | 38 | 13 | 5  | 20 | 43 | 65  | -22  |
| 15   | Venets Goulkevitchi       | 29  | 38 | 10 | 9  | 19 | 47 | 65  | -18  |
| 16   | Urartu Grozny             | 28  | 38 | 12 | 4  | 22 | 54 | 85  | -31  |
| 17   | Torpedo Adler             | 26  | 38 | 11 | 4  | 23 | 46 | 66  | -20  |
| 18   | Altaïr-Kelling Derbent    | 26  | 38 | 10 | 6  | 22 | 40 | 76  | -36  |
| 19   | Lokomotiv Mineralnye Vody | 24  | 38 | 11 | 2  | 25 | 44 | 87  | -43  |
| 20   | Vaïnkakh Chali            | 15  | 38 | 6  | 3  | 29 | 33 | 109 | -76  |

Promotion en deuxième division
- 1er et 2e : promotion

Relégation en quatrième division
- 11e et 18e à 20e : rétrogradation

1. ↑  Le Dinamo Izobilny se retire de la compétition à l'issue de la saison pour des raisons financières.
2. 1 2 3  L'Altaïr-Kelling Derbent, le Lokomotiv Mineralnye Vody et le Vaïnkakh Chali se retirent de toutes compétitions nationales pour la saison 1993.

### Zone 2

#### Participants
| Club                       | Classement 1991 (ère soviétique) |
| -------------------------- | -------------------------------- |
| Dinamo Briansk             | 11 (D3, Centre)                  |
| Etalon Baksan              | 4 (D4, zone 4)                   |
| Ritm Belgorod              | 6 (D4, zone 5)                   |
| Avangard Koursk            | 8 (D4, zone 5)                   |
| Zvezda-Rus Gorodichtche    | 9 (D4, zone 4)                   |
| Chakhtior Chakhty          | 9 (D4, zone 5)                   |
| SKA Rostov                 | 10 (D4, zone 4)                  |
| Start Ieïsk                | 10 (D4, zone 5)                  |
| Volgar Astrakhan           | 11 (D4, zone 4)                  |
| Arsenal Toula              | 12 (D4, zone 5)                  |
| Avtodor-Olaf Vladikavkaz   | 13 (D4, zone 4)                  |
| Spartak Tambov             | 13 (D4, zone 5)                  |
| Avangard Kamychine         | 17 (D4, zone 5)                  |
| Spartak Orel               | 18 (D4, zone 5)                  |
| Cherstianik Nevinnomyssk   | 20 (D4, zone 4)                  |
| Metallourg Krasny Souline  | 21 (D4, zone 5)                  |
| Rotor-d Volgograd          | Fondation                        |
| Rostselmach-d Rostov       | Fondation                        |
| Tekstilchtchik-d Kamychine | Fondation                        |
| Tourbostroïtel Kalouga     | Fondation                        |
| Irguiz Balakovo            | Fondation                        |
| Iskra Novoaleksandrovsk    | Fondation                        |

#### Classement
| Rang | Équipe                     | Pts | J  | G  | N  | P  | Bp  | Bc  | Diff |
| ---- | -------------------------- | --- | -- | -- | -- | -- | --- | --- | ---- |
| 1    | Avtodor-Olaf Vladikavkaz   | 67  | 42 | 29 | 9  | 4  | 85  | 30  | +55  |
| 2    | Avangard Kamychine         | 63  | 42 | 29 | 5  | 8  | 101 | 39  | +62  |
| 3    | SKA Rostov                 | 63  | 42 | 27 | 9  | 6  | 101 | 31  | +70  |
| 4    | Chakhtior Chakhty          | 58  | 42 | 25 | 8  | 9  | 75  | 36  | +39  |
| 5    | Etalon Baksan              | 56  | 42 | 25 | 6  | 11 | 72  | 42  | +30  |
| 6    | Zvezda-Rus Gorodichtche    | 54  | 42 | 23 | 8  | 11 | 80  | 37  | +43  |
| 7    | Arsenal Toula              | 51  | 42 | 22 | 7  | 13 | 56  | 45  | +11  |
| 8    | Ritm Belgorod              | 50  | 42 | 22 | 6  | 14 | 80  | 55  | +25  |
| 9    | Volgar Astrakhan           | 49  | 42 | 22 | 5  | 15 | 84  | 47  | +37  |
| 10   | Avangard Koursk            | 47  | 42 | 22 | 3  | 17 | 67  | 67  | 0    |
| 11   | Irguiz Balakovo            | 45  | 42 | 20 | 5  | 17 | 88  | 55  | +33  |
| 12   | Cherstianik Nevinnomyssk   | 41  | 42 | 18 | 5  | 19 | 69  | 69  | 0    |
| 13   | Start Ieïsk                | 38  | 42 | 16 | 6  | 20 | 76  | 79  | -3   |
| 14   | Dinamo Briansk             | 38  | 42 | 13 | 12 | 17 | 44  | 60  | -16  |
| 15   | Tourbostroïtel Kalouga     | 36  | 42 | 12 | 12 | 18 | 53  | 62  | -9   |
| 16   | Iskra Novoaleksandrovsk    | 32  | 42 | 13 | 6  | 23 | 52  | 73  | -21  |
| 17   | Metallourg Krasny Souline  | 30  | 42 | 13 | 4  | 25 | 57  | 88  | -31  |
| 18   | Rotor-d Volgograd          | 28  | 42 | 11 | 6  | 25 | 39  | 76  | -37  |
| 19   | Spartak Orel               | 25  | 42 | 10 | 5  | 27 | 29  | 89  | -60  |
| 20   | Rostselmach-d Rostov       | 25  | 42 | 8  | 9  | 25 | 47  | 106 | -59  |
| 21   | Spartak Tambov             | 18  | 42 | 4  | 10 | 28 | 30  | 83  | -53  |
| 22   | Tekstilchtchik-d Kamychine | 10  | 42 | 4  | 2  | 36 | 36  | 152 | -116 |

Promotion en deuxième division
- 1er et 2e : promotion

Relégation en quatrième division
- 22e : relégation
- 8e, 13e et 16e : rétrogradation

1. 1 2 3  Le Ritm Alekseïevka, le Start Ieïsk et l'Iskra Novoaleksandrovsk se retirent de toutes compétitions nationales pour la saison 1993.

### Zone 3

#### Participants
| Club                           | Classement 1991 (ère soviétique) |
| ------------------------------ | -------------------------------- |
| Oka Kolomna                    | 11 (D4, zone 5)                  |
| Znamia Trouda Orekhovo-Zouïevo | 11 (D4, zone 6)                  |
| Saturn Ramenskoïe              | 13 (D4, zone 6)                  |
| Trasko Moscou                  | 18 (D4, zone 6)                  |
| Torpedo-MKB Mytichtchi         | 19 (D4, zone 5)                  |
| Presnia Moscou                 | 19 (D4, zone 6)                  |
| Torgmach Lioubertsy            | 20 (D4, zone 5)                  |
| CSKA-2 Moscou                  | 22 (D4, zone 6)                  |
| Avangard Kolomna               | Amateur                          |
| CSKA-d Moscou                  | Fondation                        |
| Dynamo-d Moscou                | Fondation                        |
| Dynamo-2 Moscou                | Fondation                        |
| Interros Moskovski             | Fondation                        |
| Kinotavr Podolsk               | Fondation                        |
| Lokomotiv-d Moscou             | Fondation                        |
| Mosenergo Moscou               | Fondation                        |
| Pele Moscou                    | Fondation                        |
| Spartak-d Moscou               | Fondation                        |
| Titan Reoutov                  | Fondation                        |
| Torpedo-d Moscou               | Fondation                        |
| Trestar Ostankino              | Fondation                        |

#### Classement
| Rang | Équipe                         | Pts | J  | G  | N  | P  | Bp  | Bc  | Diff |
| ---- | ------------------------------ | --- | -- | -- | -- | -- | --- | --- | ---- |
| 1    | Spartak-d Moscou               | 64  | 40 | 27 | 10 | 3  | 113 | 28  | +85  |
| 2    | Znamia Trouda Orekhovo-Zouïevo | 57  | 40 | 25 | 7  | 8  | 73  | 22  | +51  |
| 3    | Interros Moskovski             | 55  | 40 | 23 | 9  | 8  | 81  | 33  | +48  |
| 4    | Torpedo Mytichtchi             | 54  | 40 | 24 | 6  | 10 | 68  | 38  | +30  |
| 5    | Pele Moscou                    | 52  | 40 | 20 | 12 | 8  | 64  | 35  | +29  |
| 6    | Titan Reoutov                  | 51  | 40 | 22 | 7  | 11 | 75  | 39  | +36  |
| 7    | Dynamo-d Moscou                | 50  | 40 | 20 | 10 | 10 | 77  | 49  | +28  |
| 8    | Oka Kolomna                    | 50  | 40 | 19 | 12 | 9  | 56  | 40  | +16  |
| 9    | Avangard Kolomna               | 49  | 40 | 20 | 9  | 11 | 64  | 42  | +22  |
| 10   | Torgmach Lioubertsy            | 45  | 40 | 17 | 11 | 12 | 65  | 56  | +9   |
| 11   | CSKA-d Moscou                  | 44  | 40 | 18 | 8  | 14 | 74  | 60  | +14  |
| 12   | Torpedo-d Moscou               | 38  | 40 | 15 | 8  | 17 | 46  | 59  | -13  |
| 13   | CSKA-2 Moscou                  | 36  | 40 | 14 | 8  | 18 | 56  | 59  | -3   |
| 14   | Saturn Ramenskoïe              | 35  | 40 | 13 | 9  | 18 | 49  | 61  | -12  |
| 15   | Trasko Moscou                  | 33  | 40 | 12 | 9  | 19 | 54  | 72  | -18  |
| 16   | Presnia Moscou                 | 31  | 40 | 13 | 5  | 22 | 57  | 90  | -33  |
| 17   | Dynamo-2 Moscou                | 29  | 40 | 10 | 9  | 21 | 41  | 78  | -37  |
| 18   | Mosenergo Moscou               | 27  | 40 | 10 | 7  | 23 | 35  | 69  | -34  |
| 19   | Lokomotiv-d Moscou             | 21  | 40 | 7  | 7  | 26 | 36  | 67  | -31  |
| 20   | Trestar Ostankino              | 15  | 40 | 6  | 3  | 31 | 27  | 94  | -67  |
| 21   | Kinotavr Podolsk               | 4   | 40 | 2  | 0  | 38 | 25  | 147 | -122 |

Promotion en deuxième division
- 1er et 2e : promotion

Relégation en quatrième division
- 21e : relégation
- 11e et 20e : rétrogradation

1. ↑  Du fait de son statut d'équipe réserve, la réserve du Spartak Moscou est inéligible à la promotion.
2. 1 2 3  Le Pele Moscou, le Trestar Ostankino et le Kinotavr Podolsk sont dissous à l'issue de la saison.

### Zone 4

#### Participants
| Club                              | Classement 1991 (ère soviétique) |
| --------------------------------- | -------------------------------- |
| Baltika Kaliningrad               | 5 (D4, zone 6)                   |
| Voljanine Kinechma                | 6 (D4, zone 6)                   |
| Iskra Smolensk                    | 7 (D4, zone 6)                   |
| Boulat Tcherepovets               | 8 (D4, zone 6)                   |
| Machinostroïtel Pskov             | 9 (D4, zone 6)                   |
| Kosmos-Kirovets Saint-Pétersbourg | 12 (D4, zone 6)                  |
| Torpedo Arzamas                   | 12 (D4, zone 7)                  |
| Khimik Dzerjinsk                  | 14 (D4, zone 5)                  |
| Progress Tcherniakhovsk           | 14 (D4, zone 6)                  |
| Erzi Petrozavodsk                 | 15 (D4, zone 6)                  |
| Zvolma-Spartak Kostroma           | 17 (D4, zone 6)                  |
| Zénith Penza                      | 17 (D4, zone 7)                  |
| Volotchanine Vychni Volotchek     | 21 (D4, zone 6)                  |
| Lokomotiv Saint-Pétersbourg       | Amateur                          |
| Torpedo Pavlovo                   | Amateur                          |
| Vympel Rybinsk                    | Amateur                          |
| Agtala Moscou                     | Fondation                        |
| Aleks Gatchina                    | Fondation                        |
| Galaks Saint-Pétersbourg          | Fondation                        |
| Smena-Saturn Saint-Pétersbourg    | Fondation                        |
| Spoutnik Kimry                    | Fondation                        |

#### Classement
| Rang | Équipe                            | Pts | J  | G  | N  | P  | Bp | Bc | Diff |
| ---- | --------------------------------- | --- | -- | -- | -- | -- | -- | -- | ---- |
| 1    | Baltika Kaliningrad               | 56  | 38 | 24 | 8  | 6  | 78 | 27 | +51  |
| 2    | Smena-Saturn Saint-Pétersbourg    | 54  | 38 | 24 | 6  | 8  | 76 | 33 | +43  |
| 3    | Machinostroïtel Pskov             | 51  | 38 | 19 | 13 | 6  | 43 | 23 | +20  |
| 4    | Torpedo Arzamas                   | 48  | 38 | 19 | 10 | 9  | 58 | 39 | +19  |
| 5    | Khimik Dzerjinsk                  | 48  | 38 | 19 | 10 | 9  | 50 | 32 | +18  |
| 6    | Lokomotiv Saint-Pétersbourg       | 46  | 38 | 16 | 14 | 8  | 50 | 33 | +17  |
| 7    | Vympel Rybinsk                    | 45  | 38 | 16 | 13 | 9  | 51 | 30 | +21  |
| 8    | Apeks Gatchina                    | 45  | 38 | 16 | 13 | 9  | 50 | 33 | +17  |
| 9    | Boulat Tcherepovets               | 43  | 38 | 17 | 9  | 12 | 51 | 33 | +18  |
| 10   | Progress Tcherniakhovsk           | 42  | 38 | 16 | 10 | 12 | 51 | 36 | +15  |
| 11   | Torpedo Pavlovo                   | 39  | 38 | 14 | 11 | 13 | 51 | 50 | +1   |
| 12   | Iskra Smolensk                    | 38  | 38 | 14 | 10 | 14 | 47 | 37 | +10  |
| 13   | Zénith Penza                      | 35  | 38 | 11 | 13 | 14 | 43 | 51 | -8   |
| 14   | Kosmos-Kirovets Saint-Pétersbourg | 32  | 38 | 11 | 10 | 17 | 35 | 52 | -17  |
| 15   | Spoutnik Kimry                    | 28  | 38 | 12 | 4  | 22 | 43 | 73 | -30  |
| 16   | Voljanine Kinechma                | 28  | 38 | 9  | 10 | 19 | 28 | 49 | -21  |
| 17   | Zvolma-Spartak Kostroma           | 27  | 38 | 9  | 9  | 20 | 35 | 58 | -23  |
| 18   | Karelia Petrozavodsk              | 24  | 38 | 9  | 6  | 23 | 25 | 66 | -41  |
| 19   | Galaks Saint-Pétersbourg          | 16  | 38 | 4  | 8  | 26 | 25 | 77 | -52  |
| 20   | Volotchanine Vychni Volotchek     | 15  | 38 | 4  | 7  | 27 | 26 | 84 | -58  |
| 21   | Agtala Moscou                     | 0   | 0  | 0  | 0  | 0  | 0  | 0  | 0    |

Promotion en deuxième division
- 1er et 2e : promotion

Relégation en quatrième division
- 16e et 19e : rétrogradation
- 21e : abandon

1. 1 2  Le Voljanine Kinechma et le Galaks Saint-Pétersbourg se retirent de toutes compétitions nationales pour la saison 1993.
2. ↑  L'Agtala Moscou se retire de la compétition à l'issue de la quinzième journée. L'intégralité de ses résultats sont annulés.

### Zone 5

#### Participants
| Club                               | Classement 1991 (ère soviétique) |
| ---------------------------------- | -------------------------------- |
| Tekstilchtchik Icheïevka           | 19 (D3, Centre)                  |
| Sibir Kourgan                      | 8 (D4, zone 7)                   |
| Neftekhimik Nijnekamsk             | 9 (D4, zone 7)                   |
| Gazovik Ijevsk                     | 10 (D4, zone 7)                  |
| Azamat Tcheboksary                 | 11 (D4, zone 7)                  |
| Sodovik Sterlitamak                | 13 (D4, zone 7)                  |
| Elektron Viatskie Poliany          | 14 (D4, zone 7)                  |
| Devon Oktiabrski                   | 15 (D4, zone 7)                  |
| Metallourg Novotroïtsk             | 16 (D4, zone 7)                  |
| Gazovik Orenbourg                  | 18 (D4, zone 7)                  |
| Zaria Krotovka                     | 21 (D4, zone 7)                  |
| Energia Tchaïkovski                | Fondation                        |
| Gorniak Katchkanar                 | Fondation                        |
| Idel Kazan                         | Fondation                        |
| Kamazavtotsentr Naberejnye Tchelny | Fondation                        |
| MGU Saransk                        | Fondation                        |
| Skat-5s Ielabouga                  | Fondation                        |
| Torpedo-UdGu Ijevsk                | Fondation                        |

#### Classement
| Rang | Équipe                      | Pts | J  | G  | N  | P  | Bp | Bc | Diff |
| ---- | --------------------------- | --- | -- | -- | -- | -- | -- | -- | ---- |
| 1    | Neftekhimik Nijnekamsk      | 54  | 34 | 22 | 10 | 2  | 72 | 16 | +56  |
| 2    | Gazovik Ijevsk              | 48  | 34 | 20 | 8  | 6  | 61 | 27 | +34  |
| 3    | Avtopribor Oktiabrski       | 46  | 34 | 19 | 8  | 7  | 51 | 24 | +27  |
| 4    | Tekstilchtchik Icheïevka    | 45  | 34 | 19 | 7  | 8  | 65 | 31 | +34  |
| 5    | Sibir Kourgan               | 44  | 34 | 16 | 12 | 6  | 39 | 18 | +21  |
| 6    | Gorniak Katchkanar          | 43  | 34 | 17 | 9  | 8  | 50 | 29 | +21  |
| 7    | Metallourg Novotroïtsk      | 42  | 34 | 17 | 8  | 9  | 60 | 28 | +32  |
| 8    | Azamat Tcheboksary          | 39  | 34 | 15 | 9  | 10 | 44 | 28 | +16  |
| 9    | Zaria Krotovka              | 38  | 34 | 16 | 6  | 12 | 41 | 36 | +5   |
| 10   | KAT-Skif Naberejnye Tchelny | 36  | 34 | 13 | 10 | 11 | 34 | 33 | +1   |
| 11   | Skat-5s Ielabouga           | 33  | 34 | 11 | 11 | 12 | 23 | 44 | -21  |
| 12   | Elektron Viatskie Poliany   | 30  | 34 | 12 | 6  | 16 | 38 | 37 | +1   |
| 13   | Energia Tchaïkovski         | 22  | 34 | 7  | 8  | 19 | 24 | 46 | -22  |
| 14   | Sodovik Sterlitamak         | 21  | 34 | 7  | 7  | 20 | 39 | 68 | -29  |
| 15   | Torpedo-UdGu Ijevsk         | 20  | 34 | 8  | 4  | 22 | 44 | 74 | -30  |
| 16   | MGU Saransk                 | 20  | 34 | 7  | 6  | 21 | 25 | 67 | -42  |
| 17   | Gazovik Orenbourg           | 18  | 34 | 5  | 8  | 21 | 29 | 74 | -45  |
| 18   | Idel Kazan                  | 13  | 34 | 5  | 3  | 26 | 28 | 87 | -59  |

Promotion en deuxième division
- 1er et 2e : promotion

Relégation en quatrième division
- 11e et 18e : rétrogradation

1. 1 2  Le Skat-5s Ielabouga et l'Idel Kazan se retirent de toutes compétitions nationales pour la saison 1993.

### Zone 6

#### Participants
| Club                     | Classement 1991 (ère soviétique) |
| ------------------------ | -------------------------------- |
| Dinamo Kemerovo          | 13 (D4, zone 10)                 |
| Aleks Angarsk            | 14 (D4, zone 10)                 |
| Torpedo Roubtsovsk       | 15 (D4, zone 10)                 |
| Chaktior Artiom          | 16 (D4, zone 10)                 |
| Zaria Leninsk-Kouznetski | 17 (D4, zone 10)                 |
| Progress Biïsk           | 18 (D4, zone 10)                 |
| Agan Radoujny            | Fondation                        |
| Angara Bogoutchany       | Fondation                        |
| Gorniak Gramoteïno       | Fondation                        |
| Metallourg Aldan         | Fondation                        |
| Neftianik Ouraï          | Fondation                        |
| Politekhnik-92 Barnaoul  | Fondation                        |
| Spartak Gorno-Altaïsk    | Fondation                        |

#### Classement
| Rang | Équipe                   | Pts | J  | G  | N | P  | Bp | Bc | Diff |
| ---- | ------------------------ | --- | -- | -- | - | -- | -- | -- | ---- |
| 1    | Zaria Leninsk-Kouznetski | 40  | 24 | 18 | 4 | 2  | 67 | 12 | +55  |
| 2    | Metallourg Aldan         | 38  | 24 | 18 | 2 | 4  | 47 | 15 | +32  |
| 3    | Aleks Angarsk            | 32  | 24 | 15 | 2 | 7  | 52 | 23 | +29  |
| 4    | Torpedo Roubtsovsk       | 32  | 24 | 14 | 4 | 6  | 37 | 28 | +9   |
| 5    | Dinamo Kemerovo          | 29  | 24 | 12 | 5 | 7  | 27 | 17 | +10  |
| 6    | Agan Radoujny            | 27  | 24 | 12 | 3 | 9  | 35 | 16 | +19  |
| 7    | Chaktior Artiom          | 25  | 24 | 10 | 5 | 9  | 26 | 25 | +1   |
| 8    | Gorniak Gramoteïno       | 22  | 24 | 9  | 4 | 11 | 26 | 27 | -1   |
| 9    | Neftianik Ouraï          | 19  | 24 | 7  | 5 | 12 | 21 | 52 | -31  |
| 10   | Politekhnik-92 Barnaoul  | 16  | 24 | 5  | 6 | 13 | 32 | 39 | -7   |
| 11   | Spartak Gorno-Altaïsk    | 15  | 24 | 6  | 3 | 15 | 20 | 46 | -26  |
| 12   | Angara Bogoutchany       | 12  | 24 | 4  | 4 | 16 | 19 | 38 | -19  |
| 13   | Progress Biïsk           | 5   | 24 | 2  | 1 | 21 | 11 | 82 | -71  |

Promotion en deuxième division
- 1er et 2e : promotion

Relégation en quatrième division
- 9e et 11e à 13e : rétrogradation

1. 1 2 3 4  Le Neftianik Ouraï, le Spartak Gorno-Altaïsk, l'Angara Bogoutchany et le Progress Biïsk se retirent de toutes compétitions nationales pour la saison 1993.